# Музыка Индии

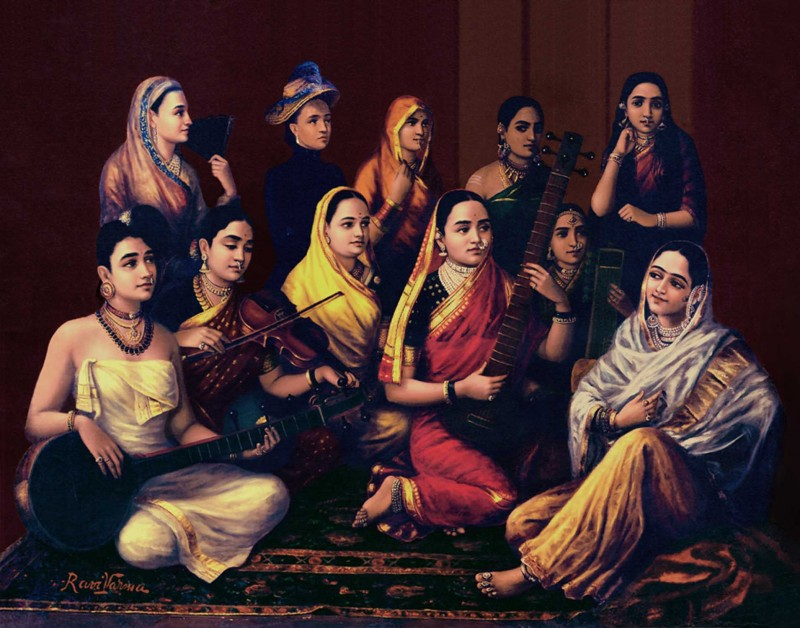
Рави Варма, «Плеяда музыкантов»

Музыка Индии включает разнообразие живых и исторических жанров народной, популярной, эстрадной и классической музыки.
Индийская классическая музыка, представленная традициями Карнатака и Хиндустани, восходит к «Самаведе» и описана как сложная и многообразная система, воздействующая на внешний и внутренний мир, в ряде трактатов первых веков нашей эры и особенно Средневековья. В современности она связана с высокой традицией и особенно с религиозной практикой.
Народная музыка важна для сохранения идентичности многочисленных народов Индии.
В период мусульманского завоевания индийская музыка выбрала и ассимилировала ряд традиций и инструментов арабской музыки, а в период европейского колониального господства — элементы и инструменты музыки Европы.
В начале XX века индийскую музыку открыл для Европы и России музыкант, философ и суфий Хазрат Инайят Хан, а в середине XX века при посредстве ряда выдающихся европейских («Битлз») и американских музыкантов (Джон Маклафлин), а также кинематографа и движений хиппи, нью-эйдж, прозелитического вайшнавизма и других стала одним из значительных компонентов музыкального разнообразия общемировой культуры.

## Народная музыка

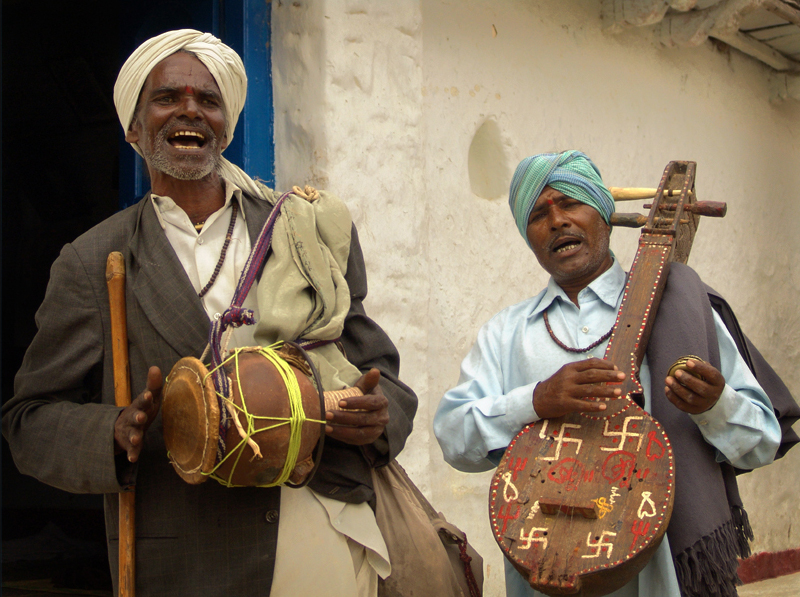
Два народных музыканта на выступлении в деревне

### Бхангра
Бхангра — живая танцевальная и музыкальная традиция, происходящая из Пенджаба. Исходно она была связана с праздником урожая, затем распространилась на свадьбы и праздники Нового Года. В конце XX века она стала одним из элементов дискотек сначала в Великобритании и США, а затем по всему миру благодаря легко адаптируемым к дискотечной практике танцевальным ритмам.

## Рабиндранат Тагор
Рабиндранат Тагор — ключевая фигура музыки Индии рубежа XIX—XX веков. Он написал свод более 2000 песен на языке бенгали, который известен как «Рабиндра-сангит». В его песнях видны влияния музыки карнатака и хиндустани, околоклассических традиций, музыки Европы, музыки баулов, бхатияли, разнообразных народных традиций. Многие исполнители в Западном Бенгале и Бангладеш специализируются исключительно на его песнях. К «Рабиндра-сангиту» принадлежат гимны Индии и Бангладеш.

## Каввали
Каввали (урду قوٌالی‎, хинди कव्वाली) — исполнение под музыку суфийской поэзии, распространённое преимущественно в Пакистане и северной Индии. Традиция Каввали существует более 700 лет. Её популяризаторами были члены братства Чишти. Первоначально Каввали использовалась в ритуальных целях в суфийских обителях (ханака), во время радений и праздников (урс), у гробниц суфийских шейхов и святых. В дальнейшем Каввали стали также исполняться на светских концертах и фестивалях. Широкую международную известность приобрёл исполнитель каввали Нусрат Фатех Али Хан из Пакистана, благодаря ему жанр распространился по всему миру.

## Взаимодействие с западной музыкой
Ещё в 1930-е годы в Бостоне американский композитор Алан Хованесс начал изучать североиндийскую музыку (Хиндустани) под руководством старшего брата Рави Шанкара — Удая. По заказу Академии музыки Мадраса Хованесс создал в 1947 году «Мадрасскую сонату» для фортепиано («Madras Sonata», Op. 176, окончательная редакция: 1959), впервые исполненную в 1960 году в этом же городе. С 1959 по 1960 композитор изучал южноиндийскую музыку (Карнатака) в Мадрасе. За это время он собрал более 300 раг и обучался искусству игры на вине. В Мадрасе он создал пьесу под названием «Нагуран» («Nagooran»), исполненную Южноиндийским оркестром Всеиндийского радио. Сочинение это имеет две редакции: одна (Oр. 237 № 1, 1960) написана для оркестра южноиндийских инструментов, а вторая (Oр. 237 № 2, 1964) — для виолончели и ансамбля ударных. Выход альбома «West Meets East» (1967), который был записан Рави Шанкаром совместно с Иегуди Менухиным, вдохновил Хованесса на создание концерта «Шамбала» для скрипки и ситара с оркестром («Shambala», Oр. 228, 1969). Посвящённый Менухину, этот концерт был впервые исполнен только в 2008 году. Влияние индийской музыки прослеживается и в позднем творчестве Хованесса (1970-е — 1990-е годы).
Индийской музыкой интересовались джазовые музыканты. Джон Колтрейн в ноябре 1961 записал под влиянием индийской музыки композицию «Индия», вышедшую в альбоме Impressions (1963). Майлз Дэвис после 1968 года, перейдя к электрическому звуку, концертировал и писал альбомы с рядом индийских музыкантов, среди них Халил Балакришна, Бихари Шарма и Бадал Рой. Джазовый гитарист Джон Маклафлин провел несколько лет в г. Мадурай, изучая музыку Карнатака; это отразилось на ряде его альбомов, в первую очередь «Shakti», который был записан с рядом известных индийских музыкантов.
Джордж Харрисон использовал ситар как гитару, сыграв на нём мелодию в песне «Битлз» «Norwegian Wood» (1965), после чего стал учеником Рави Шанкара. Вслед за «Битлз» элементы индийской музыки использовали Grateful Dead, Incredible String Band, the Rolling Stones, the Move, Traffic и некоторые другие группы.
С потерей значимости движением хиппи, психоделическим роком и нью-эйдж широкая популярность соединения европейской и индийской музыки спала, однако продолжались эксперименты, а также произошли качественные изменения. В конце 1980-х появился ряд новых индийско-британских музыкантов, объединявших традиции в т. н. Asian Underground.

## Рок
Индийскую музыку часто использовали для вдохновения рок музыканты 60-х и 70-х, такие как Jimi Hendrix, Led Zeppelin, The Doors.
Ярким представителем Индии на американской рок сцене в 90-е года был гитарист Soundgarden Kim Thayil. В его гитарных партиях переплетались утяжелённые гитарные риффы и психоделические соло, в которых было отчётливо слышно влияние индийской культуры.

## Музыка индийского кино
Кинопродукция Индии лидирует в мире по количеству выпускаемых художественных фильмов. В кинопродукции сложилась традиция включать пять-шесть песен. Это в первую очередь эстрадные песни, но также это могут быть примеры классической музыки и религиозные гимны. Многие песни из фильмов становятся национальными хитами. Наибольшее количество студий звукозаписи концентрируется вокруг центров кинопродукции в городах Бангалор, Мумбаи, Колката, Дели, Ченнаи и Ноида.